# Hyalobathra dialychna
Hyalobathra dialychna is een vlinder van de familie van de grasmotten (Crambidae). De wetenschappelijke naam van deze soort is voor het eerst voorgesteld door Edward Meyrick in een publicatie uit 1894.
De soort komt voor in Myanmar.